# Solidaridad Española
Solidaridad Española (SE) va ser un partit espanyol d'extrema dreta format per Ángel López Montero i que proposà l'ex tinent coronel Antonio Tejero Molina el 1982, després de l'intent de cop d'estat del 23-F com a cap de llista per a concórrer a les eleccions generals espanyoles de 1982. Després dels mals resultats aconseguits (28.451 vots, 0,14%) va acabar desapareixent.